# Чолакович, Родолюб
Родолюб Чолакович (серб. Родољуб Чолаковић, 7 июня 1900, Биелина, Австро-Венгрия — 30 марта 1983, Белград, Югославия) — югославский государственный деятель, публицист, премьер-министр Народной Республики Боснии и Герцеговины (1945—1948), Народный герой Югославии.

## Биография
Член КПЮ с 1919 г. За покушение в 1921 г. на министра внутренних дел М. Драшковича был осуждён на 12 лет каторги. Вместе с М. Пьяде перевёл в тюрьме на сербохорватский язык «Капитал» и «Нищету философии» К. Маркса, а также «Государство и революция» В. И. Ленина. В 1933 г. эмигрировал сначала в Вену, а затем в Москву, где окончил аспирантуру в Ленинской школе. Участник Гражданской войны в Испании. С конца 1936 г. входил в руководство КПЮ, был членом Политбюро ЦК КПЮ до 1938 г. Затем редактировал газеты КПЮ «Пролетер» и «Класна борба».
Во время войны — член Главного штаба Сербии и политический комиссар Главного штаба Боснии и Герцеговины, заместитель председателя правительства Югославии, член ЦК СКЮ. В Москве был известен как Михаил Иванович Розенко.
15 октября 1945 года, за выдающиеся заслуги в борьбе с фашизмом был награждён советским полководческим  орденом Кутузова I степени.
В послевоенное время занимал ряд ответственных государственных и партийных должностей. В 1945—1948 гг. — премьер-министр Республики Боснии и Герцеговины, затем — министр образования ФНРЮ, заместитель председателя Союзного исполнительного веча Югославии.
Избирался членом ЦК Союза коммунистов Югославии и ЦК Коммунистической партии Боснии и Герцеговины. Являлся членом Президиума Федерального совета Социалистического союза трудового народа Югославии.
В ноябре 1953 г. удостоен звания Народного героя Югославии.

## Галерея

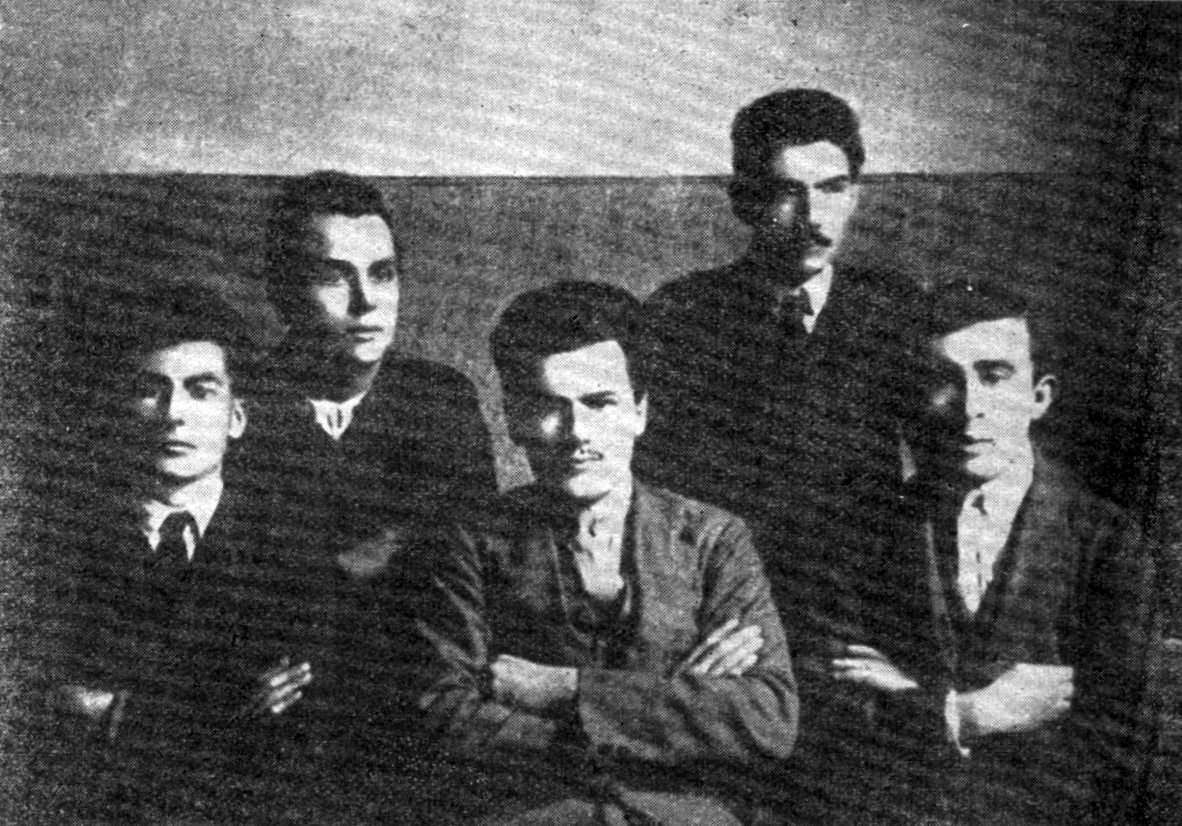
Редакция газеты «Црвена правда». Слева направо: Али Алиярич, Никола Петрович, Родолюб Чолакович, Стево Иванович и Динко Лопандич
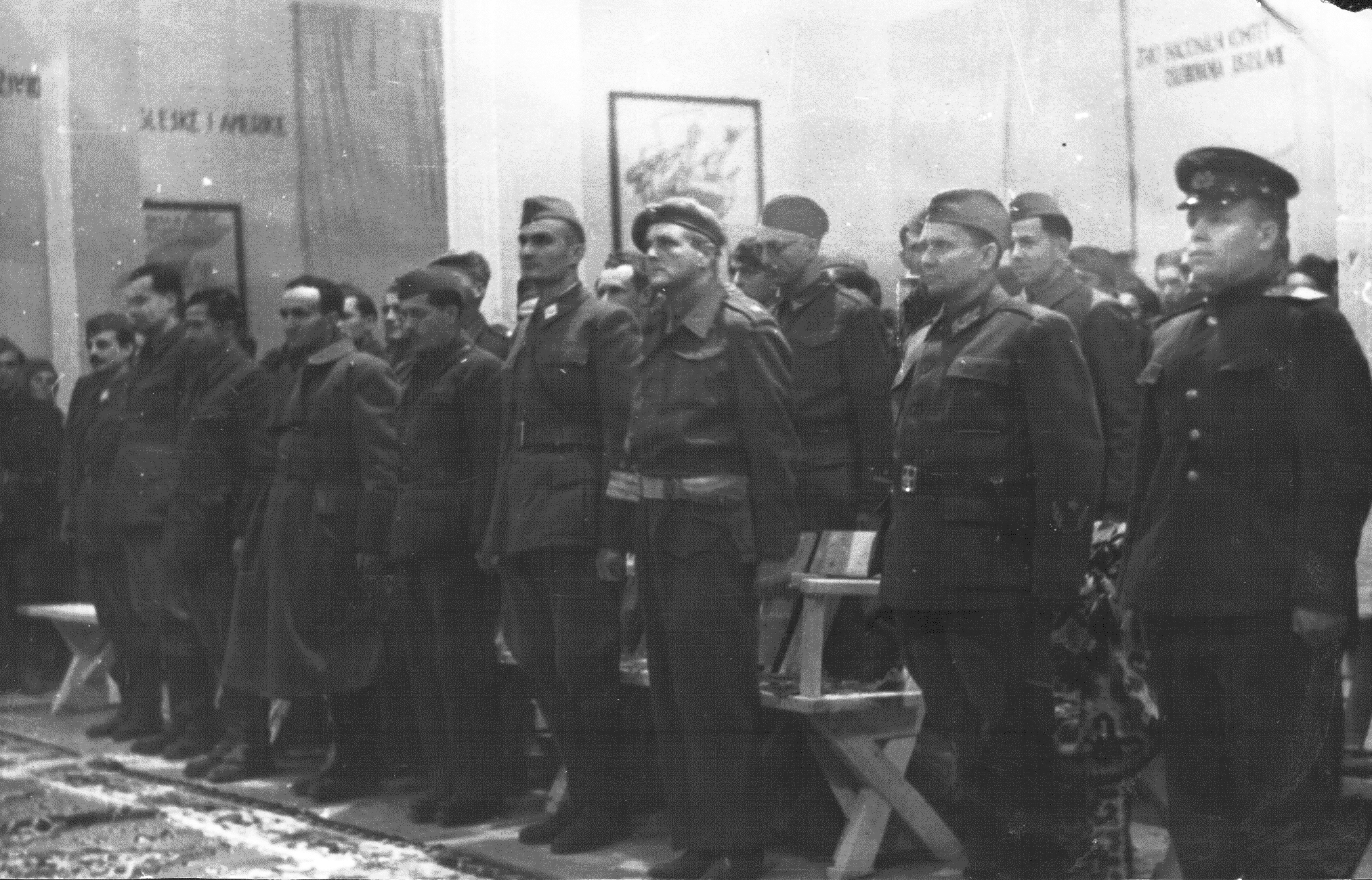
Второй съезд Объединённого союза антифашистской молодёжи Югославии
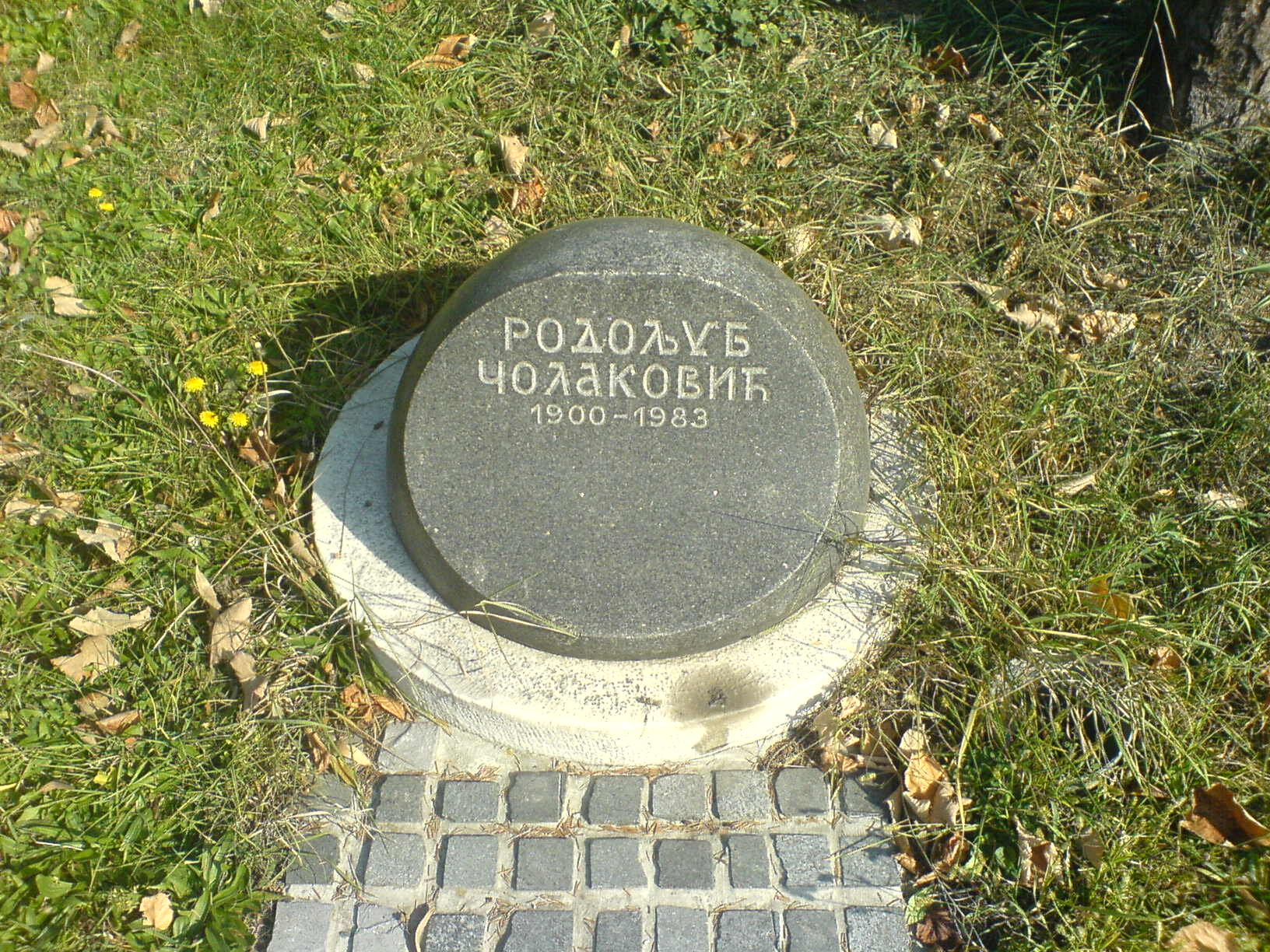
Могила Родолюба Чолаковича
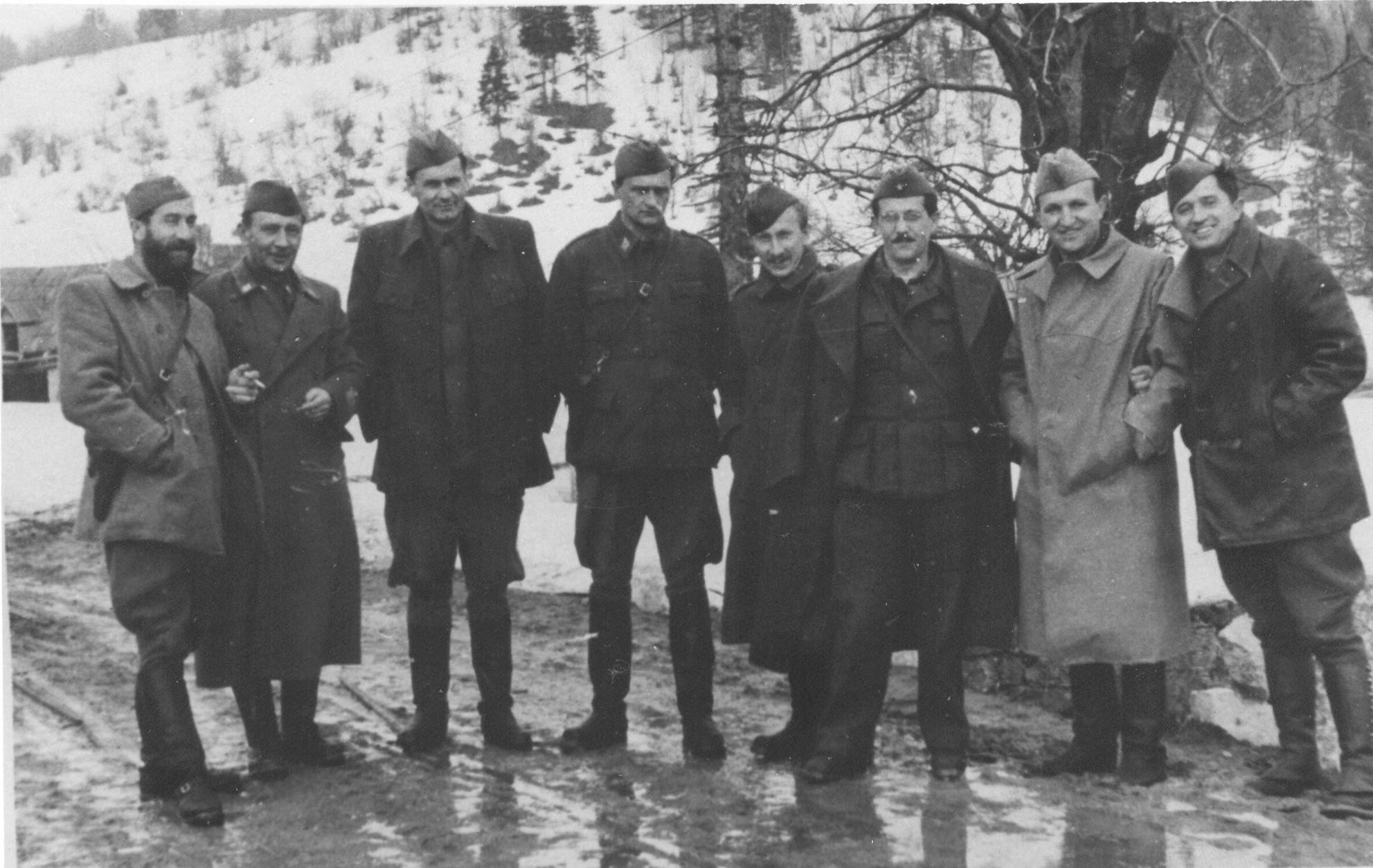
Слева направо: Влада Зечевич, Сулейман Филипович, Родолюб Чолакович, Тодор Вуясинович, Эдвард Коцбек, Эдвард Кардель, Владимир Бакарич и Раден Голубович